# Irene av Ungern
Irene av Ungern, ursprungligen Piroska, född 1088, död 1134, var en bysantinsk kejsarinna och helgon, gift år 1104 med kejsar Johannes II Komnenos.

## Biografi
Äktenskapet arrangerades som en dynastisk allians mellan kungariket Ungern och Bysans. Vid konverteringen till den ortodoxa tron bytte hon namn från Piroska till Irene. 
Efter att ha bosatt sig vid hovet i Konstantinopel, levde Irina ett lugnt och fromt liv, och blandade sig inte i politiken ens efter att hennes man blev kejsare 1118. Hon ägnade mycket tid åt att uppfostra sina åtta barn. 
Hon blev känd för sin välgörenhet och beskydd av ungerska pilgrimer på väg till det heliga landet. Tillsammans med sin man grundade hon i Konstantinopel en kyrka och ett kloster för den Allsmäktige Frälsaren.
Hon fick efter sin död titeln helgon. 

## Galleri

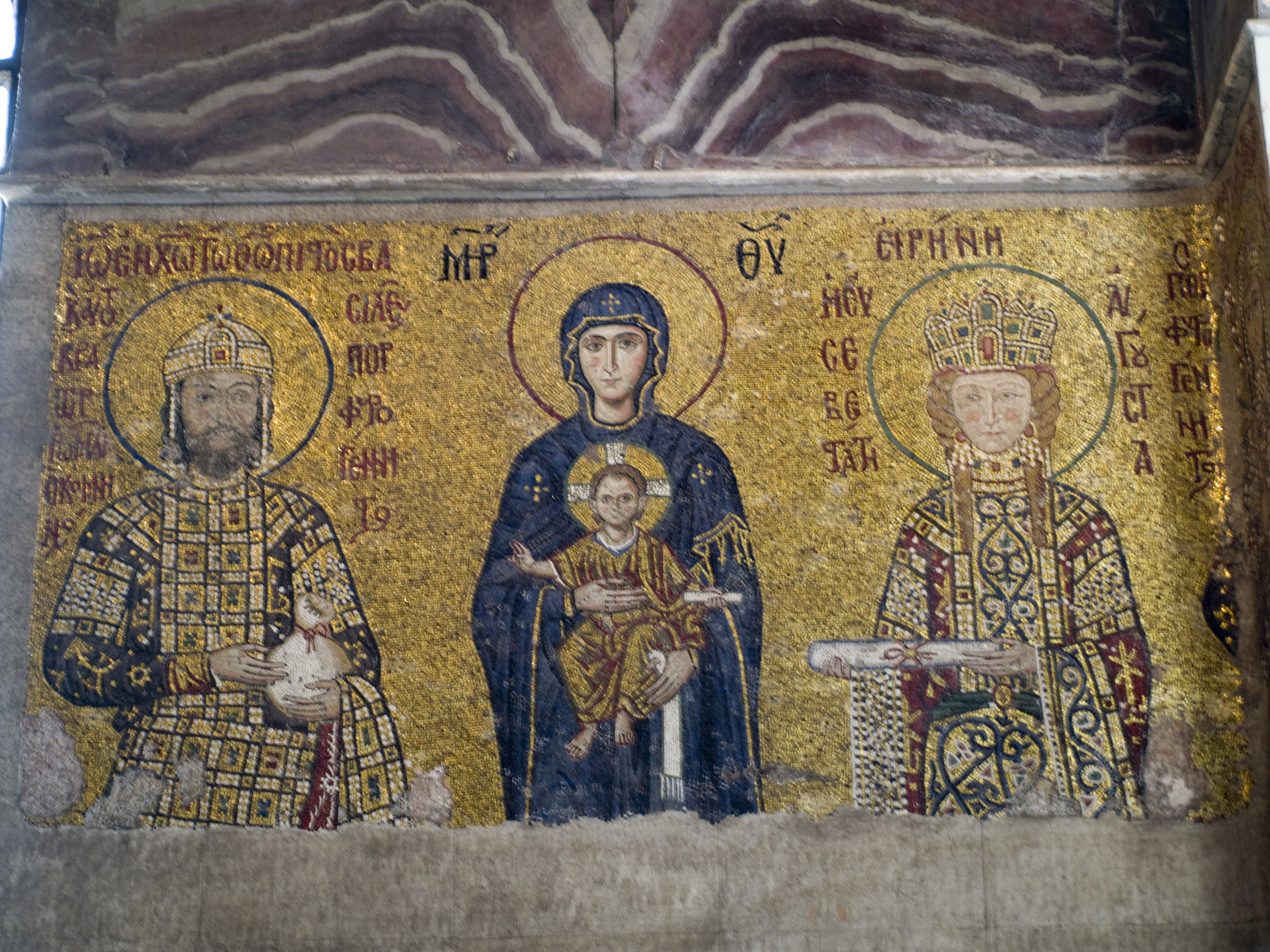
Istanbul PB086176raw (4116457081)
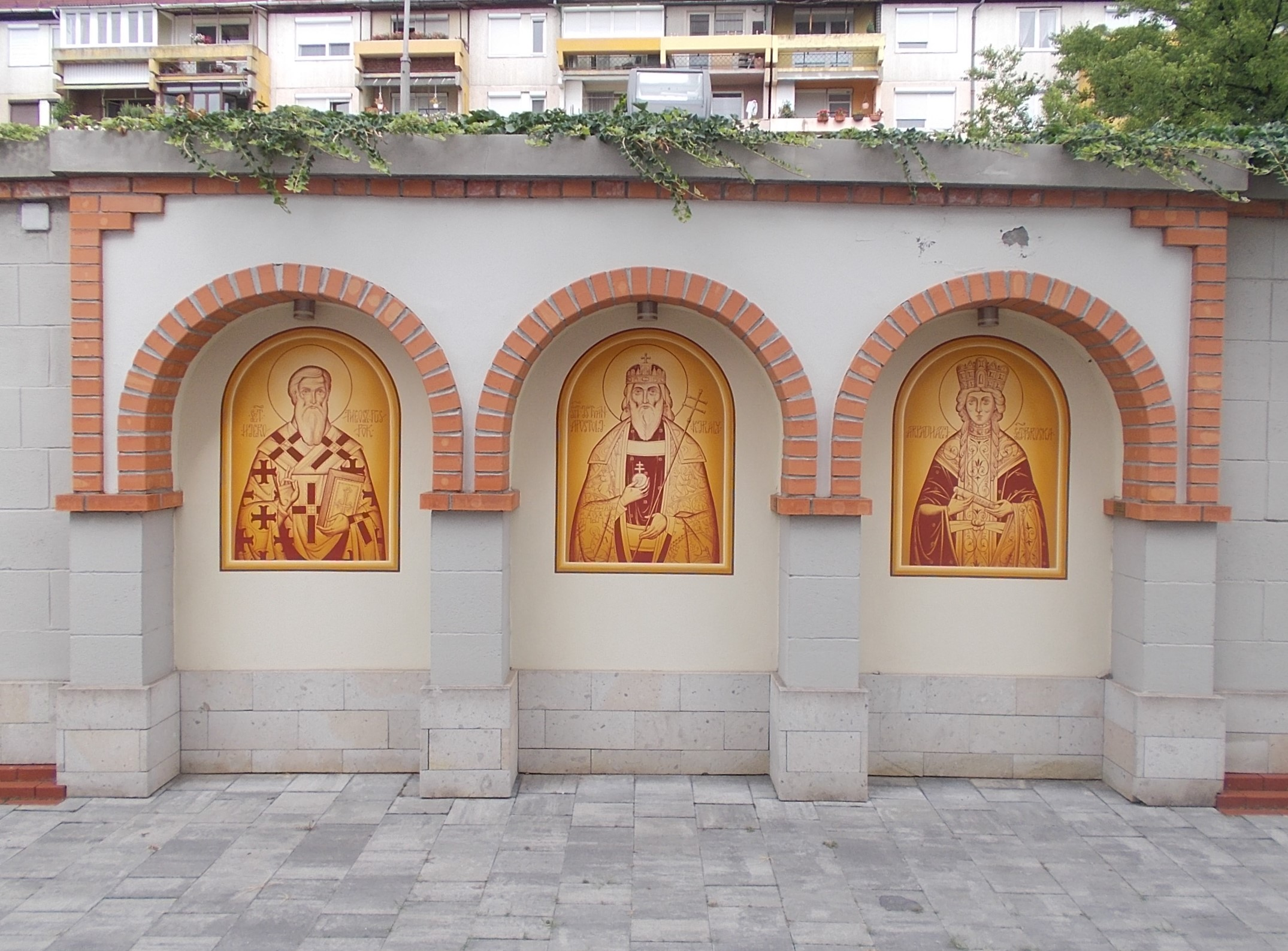
Búzaplatz Kathedrale, Hierotheos, Stephan I. der Heilige, Piroska von Ungarn, 2022 Miskolc